# Libellus de natura animalium
Il Libellus de natura animalium è un bestiario di dubbia attribuzione, la cui tradizione manoscritta si situa in area italiana ed è risalente al XV secolo. È stato redatto in lingua latina e si presenta in forma prosastica. Si tratta di un repertorio naturalistico che stabilisce una relazione tra quattro classi zoologiche (volatili, quadrupedi, pesci, rettili) e altrettanti elementi cosmologici (aria, terra, acqua, fuoco), in funzione di un’organizzazione gerarchica e di una conseguente dichiarazione di superiorità dell’uomo all'interno del Creato.

## Genere di appartenenza
Il Libellus de natura animalium rappresenta uno degli ultimi saggi della lunga tradizione zoologica medievale e riassume in sé pienamente la svolta che da un’originaria assunzione delle nature degli animali come chiave di decifrazione del cosmo con connotazioni mistico-teologiche aveva fatto slittare questa tradizione sul piano propriamente morale e didattico, in relazione al definirsi di interessi più urgenti e pratici, connessi all'ascesa della classe sociale mercantile e alla conseguente esigenza di possesso della tecnica scrittoria.
Questo trattatello appartiene al filone della letteratura edificante, estremamente diffusa fra XIII e XV secolo, che per i suoi stessi caratteri e intenti esige il mezzo prosastico, di natura più agevole (quindi meno riservato e aristocratico rispetto alla tecnica poetica) e tradizionalmente legato alla veste latina. Si tratta di un genere che implica l’applicazione ripetitiva di schemi ormai ampiamente superati e si inserisce in un clima di voluta dimenticanza della letteratura didattico-moralistica, rimanendone una delle ultime testimonianze.
Il Libellus de natura animalium appartiene inoltre alla sfera d’influenza del francese Bestiaire d’Amours di Richart de Fornival, risalente alla metà del XIII secolo. Quest’opera costituisce una vera e propria pietra miliare nell'evoluzione del genere oltre che la principale – se non unica – fonte d’ispirazione, diretta o indiretta, di molti bestiari romanzi del XIII-XIV secolo, in quanto introduce una matrice edificante e una tendenza enciclopedica molto più accentuate rispetto alla tradizione precedente (elementi che verranno accolti in particolar modo dalle successive opere in volgare). È da considerarsi il punto di riferimento che segna l’avvio della produzione “bestiaria” italiana (che ne dipende quasi per intero), determinando contemporaneamente la fine della parallela produzione francese, che si conclude proprio con rifacimenti e imitazioni dell’opera di Richart. In Italia nel XIII secolo si diffonde una versione del Bestiaire d'Amours (nota oggi dai manoscritti M e Q) che aggiunge alcuni animali e un finale di carattere amoroso.
Il Libellus de natura animalium deriva un'epitome perduta di questa versione del Bestiaire d'Amours. L'epitome elimina il contenuto cortese e amoroso dell'opera di Richart ma conserva le informazioni relative ai comportamenti dei diversi animali. Nel Libellus l’apporto di questa fonte traspare anche dalla disposizione della materia e parzialmente nell'ordine di successione, anche se il Libellus introduce una suddivisione tra classi zoologiche. Da questa epitome discendono sia il Libellus che un altro testo oggi perduto, noto come il Bestiario della Formica, il cui materiale viene rielaborato nel Libro della natura degli animali (o Bestiario toscano) e nel latino Bestiario monacense. Il Libellus, il Libro della natura degli animali e il Bestiario monacense hanno spesso descrizioni simili del comportamento degli animali e, più raramente, sviluppano da esse gli stessi spunti morali.
Una peculiarità del Libellus de natura animalium sta nella sua interpretazione degli animali, tendenzialmente né mistica né cortese, ma incentrata su insegnamenti o precetti etico-morali. Inoltre, il Libellus contiene spesso anche citazioni degli autori più apprezzati del medioevo nelle sue moralizzazioni.
Il Libellus de natura animalium riceve una traduzione, anch'essa edita, nel Bestiario valdese.

## Struttura
Il Libellus presenta un’introduzione a carattere generale, seguita da un primo capitolo che tratta della natura dell’uomo. Il prologo sottolinea la superiorità dell’uomo nella scala della creazione e invita l’ascoltatore a ricavare insegnamenti utili dalle proprietà degli animali, che verranno presentate come exempla da imitare o da rifuggire.
Si susseguono poi una serie di capitoli che costituiscono un repertorio naturalistico ordinato secondo una gerarchia progressivamente discendente, legata a una visione quadripartita del cosmo. Attraverso tale lettura si viene a stabilire una relazione tra classi zoologiche ed elementi cosmologici secondo i seguenti abbinamenti: volatili-aria, quadrupedi-terra, pesci-acqua, rettili-fuoco. Si tratta di un ordinamento che rispecchia l’attitudine tipicamente medievale alla classificazione come strumento di decifrazione e di dominio della realtà, oltre a essere un’operazione circoscrivibile a una tendenza già presente nel Bestiaire d’Amours di Richart de Fornival.

### Bipartizione dei capitoli
I 51 brevi capitoli sono strutturati in due sezioni fondamentali, spesso sconfinanti l’una nell'altra e non sempre segnalate allo stesso modo.
Tale struttura bipartita permette a ogni capitolo di introdurre una visione moralizzante, al termine della descrizione della proprietà dell’animale, nel seguente modo:
1. Natura o proprietas: breve sezione consistente nella descrizione dei caratteri reali (o presunti tali) dell’animale, che già include rinvii alla sezione successiva
2. Figura: termine desunto dal Physiologus di Teobaldo[14] (testo risalente all’XI secolo, che consiste in una rielaborazione in versi del Physiologus greco, tramite una considerevole riorganizzazione e riduzione dei materiali della fonte; occupa un posto di rilievo nel variegato panorama delle traduzioni latine del Physiologus, in quanto raggiunge una notevole popolarità e influenza molti dei successivi testi in volgare[15]), che introduce un’operazione di moralizzazione dell’exemplum animale sopra trattato. A seconda dei casi, registra una diversa intenzione:

- un’immediata identificazione della condotta dell’animale con i momenti più significativi della manifestazione di Dio in terra, attraverso Gesù Cristo;
- un accostamento della condotta degli animali alla modalità scelta da Dio nel rapportarsi alle sue creature in quanto Padre (in questo caso il termine figura equivale a imago Dei o imago Christi);
- un’assimilazione del comportamento di un animale alla condotta ideale del buon cristiano, che fa leva sulla precettistica morale, raccomandando l’attitudine alle buone opere e alla preghiera, alla cura dell’anima, alla carità e all'amore per il prossimo;
- l’identificazione della natura di alcuni animali (es. volpe) con la subdola condotta del diavolo, tentatore e ingannatore dell’uomo.[14]

### Elenco dei capitoli[16]
Prologo: la natura dell’uomo e degli animali, degli uccelli e dei serpenti 
I. La natura dell’uomo
II. La natura dell’aquila
III. La proprietà del pellicano 
IV. La natura della fenice
V. La natura del pavone
VI. La natura della gru
VII. La natura del gallo
VIII. La proprietà della gallina
IX. La proprietà del corvo
X. La natura del merlo
XI. La natura del cigno
XII. La natura del picchio
XIII. La natura della rondine
XIV. La natura della tortora
XV. La natura della pernice
XVI. La natura della colomba
XVII. La natura dell’avvoltoio
XVIII. La proprietà naturale dei falchi
XIX. La proprietà naturale del pappagallo
XX. La natura dell’usignolo
XXI. La proprietà naturale dell’ape
XXII. La natura della cicala
XXIII. La proprietà naturale del leone
XXIV. La natura della scimmia
XXV. La proprietà naturale del lupo
XXVI. La natura della donnola 
XXVII. La natura della salamandra
XXVIII. La natura della talpa 
XXIX. La proprietà naturale dell’alicorno
XXX. La proprietà naturale del cervo
XXXI. La proprietà naturale della pantera
XXXII. La natura del castoro
XXXIII. La natura del riccio
XXXIV. La proprietà dell’elefante
XXXV. La proprietà del cavallo
XXXVI. La proprietà del grifone
XXXVII. La natura del bue
XXXVIII. La proprietà della volpe 
XXXIX. La natura del cane
XL. La proprietà della sirena
XLI. La proprietà della balena
XLII. La proprietà del pesce sega
XLIII. La natura della vipera
XLIV. La natura dell’aspide
XLV. La natura del coccodrillo
XLVI. La natura dell’idra
XLVII. La natura del serpente
XLVIII. La natura del racano
XLIX. La vanità di questo mondo che fa presa sull'anima
L. Le diverse tentazioni del diavolo rivolte all'uomo
LI. La falsa amicizia degli uomini e l’inganno

## Lingua e stile
Appare evidente già a una prima lettura lo stile umile e dimesso del bestiario. Il testo procede infatti spesso per formule fisse, come quelle introduttive delle moralità o quelle indicanti citazioni, che comportano una patina di sentenziosità. L’iterazione di dittologie sinonimiche e figure retoriche, a volte anche all'interno di uno stesso capitoletto, è riscontrabile soprattutto in sede di moralizzazione dell’esempio animale; si tratta di formule probabilmente derivate dalla letteratura delle prediche e degli exempla.
La sintassi appare molto stentata: l’autore procede secondo uno stile prevalentemente paratattico e rischia di non riuscire a padroneggiare il periodo ipotattico quando ne fa uso. L’uso di modi e tempi verbali appare caotico, oltre a un impiego di avverbi, congiunzioni e pronomi relativi svuotati dell’abituale significato. L’adozione di una tale forma di latino, presentando una serie di caratteristiche non unicamente riconducibili alle licenze di un latino non più classico, manifesta una modalità di scrittura lontana dalle competenze di un letterato. Pertanto, nonostante l’attribuzione sia dubbia, sembra evidente che l’autore di tale operetta non possa che essere un traduttore-compilatore che arriva appena a un grado elementare di studi e che si rivolge a un pubblico forse persino analfabeta.
Per quanto riguarda l’influenza esercitata dal punto di vista formale dall'opera di Richart, si tratta di un’operazione sistematica di coniazione dal francese, che rende il Libellus de natura animalium più simile a una traslitterazione che a un rimaneggiamento. Il latino utilizzato appare pertanto costantemente intessuto di volgarismi, soprattutto nei luoghi del testo che maggiormente si prestano a scambi con la lingua parlata (ad esempio relativamente alla denominazione degli animali); tale fenomeno sembrerebbe circoscrivere la sua origine all'area centro-meridionale della penisola italiana.

## Ambiente di circolazione e scopo dell’opera

### Uso in sede predicatoria
Non è da escludersi un uso del bestiario in sede predicatoria, dato il già frequente uso della simbologia animale nella letteratura degli exempla. Tale supposizione sembrerebbe confermata dall'introduzione in alcuni luoghi del testo di un’apostrofe diretta al destinatario, aspetto che può essere forse indicativo di una dimensione anche orale del testo. Inoltre, a sostegno di tale ipotesi, va considerata la presenza di citazioni bibliche spesso lasciate incompiute e abbreviate con un et cetera: tali passi (tratti per lo più dai Vangeli e dai Salmi) possono essere interpretati non tanto quali elementi di chiusura, quanto piuttosto spunti di apertura di un discorso didattico-moraleggiante. Il testo si configura dunque come una serie di appunti destinati a un’amplificazione orale, come fosse un manuale di note da sviluppare in sede di predicazione.
Inoltre in questo periodo diventa sempre più esplicito il rapporto già preesistente tra bestiario e predicazione: le interpretazioni, in diversi casi, assumono i contorni di veri e propri sermoni, costruiti sulla natura di alcuni animali, utilizzata come esempio di condotta da tenere o da rifuggire, come paradigma di virtù e di vizi. La descrizione naturalistica, usata come esempio, si trasforma in un racconto che ha l’intento di dilettare e catturare l’attenzione dell’ascoltatore, predisponendolo alla comprensione dell’insegnamento morale, secondo le norme che regolavano la funzione dell'exemplum nelle omelie.

### Destinatari
Laddove mostra maggior vitalità, come in Italia, questo genere sopravvive evolvendo in un bestiario edificante, vale a dire adeguandosi alle esigenze di una nuova classe sociale emergente, che si dimostra interessata non tanto a questioni teologiche o dottrinarie, quanto all'illustrazione di insegnamenti di morale pratica, di consigli su come conquistare la vita eterna, di norme di comportamento.

### Motivazioni e finalità dell’opera
La finalità dell’opera è apertamente dichiarata nel prologo: attraverso l’illustrazione dell’ordinamento gerarchico del cosmo e della posizione privilegiata che l’uomo vi occupa, si giunge a stabilire una sottomissione dell’universo delle creature a vantaggio e utilità dell’unica creatura dotata di ragione e fatta a immagine del Creatore.
L’ampio ricorso ad auctoritates sacre e profane – inserite nel corpo del testo oppure a conclusione dei capitoli – conferma l’intento primario di predicazione di un insegnamento morale, orientato al raggiungimento della salvezza ultraterrena.

## Trasmissione dell’opera
Il Libellus è noto attraverso quattro testimoni, di cui due manoscritti e due edizioni a stampa.

### Manoscritti
Le testimonianze manoscritte ci sono pervenute attraverso due codici –nessuno dei quali particolarmente pregiato – oggi conservati entrambi alla Biblioteca Nazionale di Napoli:
- Ms. VIII.AA.32 (carte 183r-200v), redatto da un’unica mano in latino; presenta un’unica glossa in volgare. In calce alla trascrizione del bestiario compaiono la data del 1453 e la firma di Antonius Mathei de Alfidena. Il manoscritto contiene esclusivamente testi edificanti, in particolare leggende di santi, dunque una raccolta di umile letteratura divulgativa.
- Ms. VII.G.21 (fogli 1r-6r, riportato su due colonne per pagina), risalente anch'esso al XV secolo; lo stato di conservazione del codice è mediocre. Alterna due scritture differenti e presenta glosse in latino e in volgare, dislocate sui margini del foglio e redatte anch'esse da mani diverse; pertanto tale manoscritto si configura come il prodotto del lavoro di più copisti, a bottega o in uno scriptorium monastico. Sul foglio di guardia reca l’indicazione di appartenenza al convento dei frati Minori Osservanti di S. Bernardino di Campli, presso Teramo, cui apparteneva effettivamente il codice prima di essere spostato alla Biblioteca Nazionale di Napoli. Il contenuto del manoscritto, in effetti, riporta a un’origine conventuale, in quanto raccoglie testi di speculazione teologica e mistica[27]; presenta inoltre una più marcata insistenza sulle pratiche ascetico-penitenziali e sull'insegnamento etico-religioso.[28]

### Edizioni a stampa
I testimoni a stampa sono due e corrispondono alla prima e alla seconda edizione del trattato:
- Edizione del 1508: il testo esce dalla stamperia di Vincenzo Berruerio a Mondovì con il titolo Libellus de natura animalium perpulcre moralizatus.[29] Se ne conoscono quattro esemplari.[30]
- Edizione del 1524: la stessa tipografia – trasferitasi a Savona, sotto la guida del figlio Giuseppe Berruerio – provvede a una seconda edizione dell’operetta.[29] Sono attualmente disponibili due esemplari, mentre si ha notizia di altri due non reperibili.[31]

Le cinquecentine, rispetto ai manoscritti, tendono ad arricchire il testo di riprese dal gusto enciclopedico-erudito, soprattutto relative ad auctoritates della classicità e apporti scritturali.
Non si ha alcuna notizia circa la provenienza dell’esemplare utilizzato da Vincenzo Berruerio per la stampa. Entrambe le edizioni a stampa attribuiscono l’opera ad Alberto Magno e ne presentano il ritratto sia nelle prime pagine sia in conclusione del libro.
Le due stampe latine presentano le caratteristiche del cosiddetto “libro da bisaccia” o libro popolare: di dimensioni maneggevoli, composte di trentadue carte, con il testo in caratteri gotici disposto a piena pagina e dotato di scarso margine. Presentano la tecnica di illustrazione della xilografia in bianco e nero, senza ulteriori coloriture a mano. Data l’identità iconografica dei sistemi illustrativi, le due stamperie devono essersi tramandate l’un l’altra i legni incisori. I motivi ornamentali sono i consueti, ad esempio ghirlande, elementi geometrici, animali e vegetali.
Entrambe le edizioni (1508 e 1524) furono accompagnate da due edizioni del volgarizzamento italiano dal titolo Il libro de la Natura deli animali In vulgale & Primo de la Natura de Lomo. Resta testimonianza del primo in un catalogo di vendita e del secondo in una lettera di Mr. Arthur Rau, un libraio parigino, al direttore della Biblioteca Nazionale di Torino.

### Fortuna e diffusione dell’opera
Le dipendenze tra manoscritti suggeriscono una diffusione del trattato indiscutibilmente più ampia rispetto al limitato numero dei testimoni a noi pervenuti.
A dimostrazione della fortuna del Libellus, è interessante considerare una sua versione in provenzale (più precisamente in valdese), nota come Bestiario Valdese. Tale opera è tramandata da due codici che recano il titolo più preciso di Animanczas o De las propriotas de las animanças, risale a un periodo non anteriore al secolo XVI e consiste in una traduzione del testo latino. L’operetta mostra caratteristiche proprie di entrambe le testimonianze manoscritte del Libellus, oltre a rielaborazioni proprie (in particolare, un’aggiunta di otto capitoli). In linea generale, il Bestiario Valdese è molto più vicino al testo trasmesso dal manoscritto VIII.AA.32, salvo alcuni punti di divergenza dovuti a una rielaborazione del testo latino, avvenuta parallelamente alla sua traduzione, effettuata a partire da un manoscritto perduto che fu la fonte comune dei due codici in cui è tramandato il testo.
Il redattore del Bestiario Valdese presenta una tendenza alla riduzione formale e contenutistica nel corso del volgarizzamento, secondo una logica di ricerca dell’essenzialità e della chiarezza. La principale divergenza rispetto al modello latino risiede nell'utilizzo della sola autorità scritturale, a discapito dell’equilibrio tra divinae e humanae litterae manifestato nel Libellus.
Le divergenze tra le due versioni non compromettono la sostanziale identità dei due testi, appena dissimulata dalla differenziazione linguistica.